# Вултурі
Вултурі (рум. Vulturi) — село у повіті Ясси в Румунії. Входить до складу комуни Попрікань.
Село розташоване на відстані 332 км на північ від Бухареста, 11 км на північ від Ясс.

## Населення
За даними перепису населення 2002 року у селі проживали 888 осіб, усі — румуни. Усі жителі села рідною мовою назвали румунську.